# Brzozów
Brzozów város Délkelet-Lengyelországban, a Kárpátaljai vajdaságban, Rzeszówtól körülbelül egy órára.

## Brzozów
1359-ben alakult.A nevét egy szomszédos településtől vette át. A tatárok 1525-ben lerombolták. Írások tanúskodnak arról, hogy a 16. században már iskola, kórház és plébánia működött itt. 1760-ban épült egy nagy jezsuita bazilika és kolostor.1851-től működik a településen posta. Több száz évig gyártottak itt fésűt, de a gyár 1960-ban megszűnt. Híres termék volt még állítólag a dióolaj.

## Lakosság
2006-ban a lakosság 7705 fő volt.

## Fekvése
Rzeszówtól 50 km-re, Krakkótól 218 km-re, Jedliczetől 33 km-re található, a Kárpátaljai Vajdaságban, Délkelet-Lengyelországban.

## Politika
A polgármester Józef Rzepka. A település testvérvárosa a szlovákiai Szepsi.

## Híres emberek
- itt született Michał Matyas (1910–1975) lengyel labdarúgó, edző